# جاكوبو نابولي
جاكوبو نابولي (بالإيطالية: Jacopo Napoli)‏ هو ملحن إيطالي، ولد في 26 أغسطس 1911 في نابولي في إيطاليا، وتوفي في 1994 في أشيا في إيطاليا.